# سسامین
سسامین (به انگلیسی: Sesamin) با فرمول شیمیایی C20H18O6 یک ترکیب شیمیایی است. که جرم مولی آن ۳۵۴٫۳۵ گرم بر مول می‌باشد. 